# 人民冲锋队

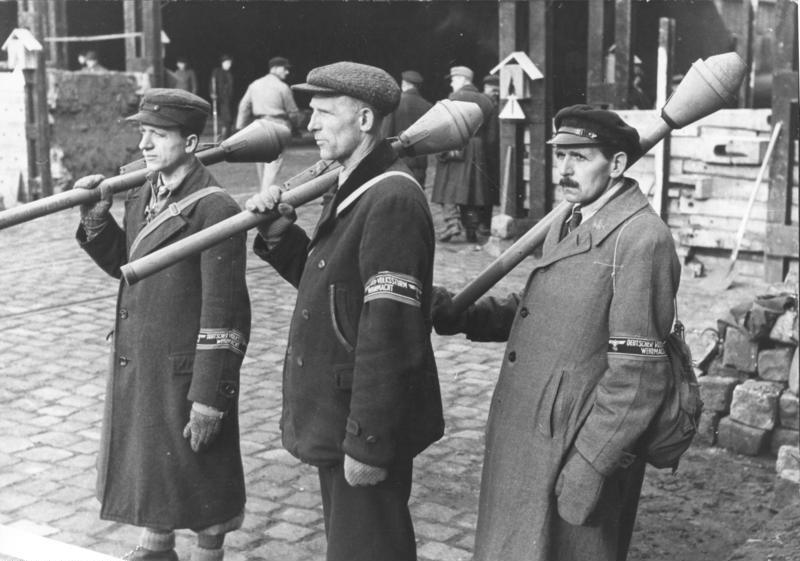
携带铁拳的人民冲锋队员

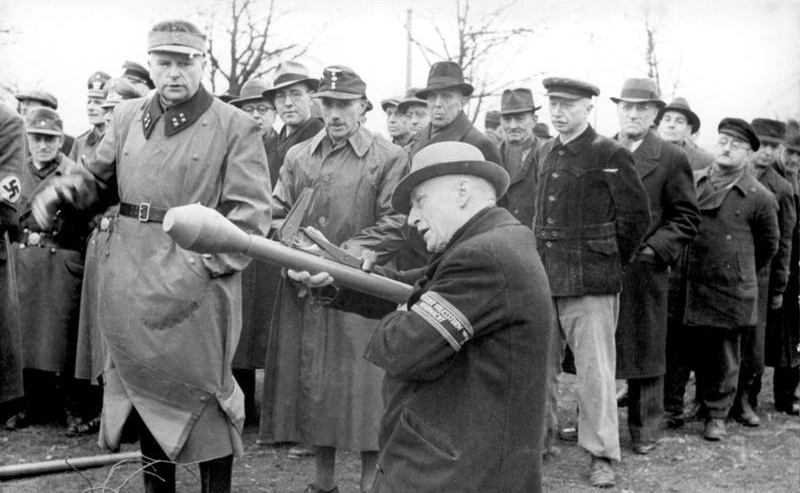
人民冲锋队员接受训练

人民冲锋队（德語：Volkssturm）是纳粹德国在二战最后阶段成立的国家民兵部队，其成员为16到60岁尚未被征召服役的健全男性公民。
该部队并非传统上由德意志國防軍负责建立，而是纳粹党根据希特勒在1944年9月25日发布的元首命令建立的。人民冲锋队于1944年10月18日纪念莱比锡战役131周年时组建，并在两天后正式宣布成立。

## 起源
人民冲锋队的建立受到了1813至1815年普鲁士为反抗拿破仑而成立的民兵组织：国家冲锋队（德語：Landsturm）启发，在德国东部领土组建与之类似的人民冲锋队以补充战斗力的想法最初来自于1944年德国国防军陆军总司令部上将海因茨·古德里安。由于国防军缺少兵员以阻挡苏军进攻，从事非必须工作以及之前由于不合要求未加入军队的男子均被武装。虽然该计划早已在纸面上存在，但只有在希特勒对马丁·鲍曼下达为该民兵组织召集600万人的指令后，人民冲锋队才真正被组建起来。
戈培尔及其他纳粹宣传称人民冲锋队士气高昂且具有抵抗的信念，这样的宣传的确唤起了一定的士气，但面对缺少制服和武器装备的现实，其成员的信心大大减半了。
为了保证人民冲锋队的战斗力，除在兵员数量上大幅增加外，唤起成员的狂热信仰亦成为关键因素。在人民冲锋队早期组建计划中显示缺乏士气的民兵部队不具有实际战斗力。为了保证成员士气达到预想结果，人民冲锋队的部队直接接受当地纳粹党地方长官（Gauleiters 或 Kreisleiters）的领导，负责当地人民冲锋队成员的招募和组织工作。人民冲锋队作为一个全国组织，在装备提供和成员训练上接受海因里希·希姆莱的领导。虽然组织上受纳粹党领导，在实际作战中人民冲锋队接受国防军部队的指令。

## 组织
人民冲锋队的基本作战单位是营，每个营由642名成员构成，大多数成员为希特勒青年团成员、残疾人、老年人以及其他所有不适合应征正規軍的人，其下分为4个大队（Aufgebot），各自的兵员构成如下：
- 第1大队：包括所有1884年到1924年出生的健全男子，大多数成员年龄为50岁以上，并曾在第一次世界大战中服役。他们至多可被连续征召6个星期。

- 第2大队：年龄为25至50岁的男子，由于此年龄段的成员对军需生产较为重要，故仅在其家乡参与征召，以尽量避免妨碍武器生产进程。

- 第3大队：出生于1925年至1928年且尚未在国防军或党卫军中服役的男子。1928年出生的最年轻的成员在1945年3月31日时大多已满16岁，至少已接受过希特勒青年团或国家劳役团的军事训练。

- 第4大队：由残疾军人组成，不参与军事战斗，大多参加监控或安全保卫工作。

## 制服

人民冲锋队袖标

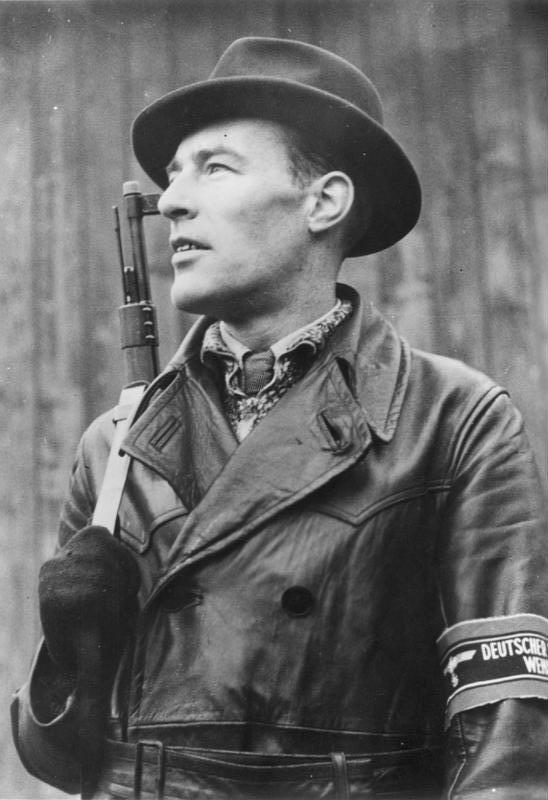
身着袖标的人民冲锋队员

供识别人民冲锋队人员的标志仅为带有“德国人民冲锋队”（德語：Deutscher Volkssturm Wehrmacht）名称及党之鹰的黑色袖标及银色领章。其设计来自于领导人民冲锋队的纳粹党的准军事组织，而非国防军的传统样式。
虽然德国政府尝试为人民冲锋队员配备战地灰或迷彩制服，但由于人数众多难以满足需求，人民冲锋队员往往穿自己准备的服装，例如德意志国铁路制服、重新染色的希特勒青年团制服、一战时期德国军队的制服或是普通的平民服装。任何戴有人民冲锋队袖标的人都将被视为战斗员。
| 等级               | 翻译         | 對應的軍事銜別 | 領章       |
| ------------------ | ------------ | -------------- | ---------- |
| Bataillonsführer   | 營長         | 少校           |            |
| Bataillonsarzt     | 營級醫官     | 上尉           | 附蛇杖徽章 |
| Kompanieführer     | 連長         | 上尉           |            |
| Zugführer          | 排長         | 中尉           |            |
| Sanitätsdienstgrad | 醫療勤務兵   | 下士           |            |
| Gruppenführer      | 班長         | 下士           |            |
| Volkssturmmann     | 人民衝鋒隊員 | 列兵           |            |

## 武器及训练

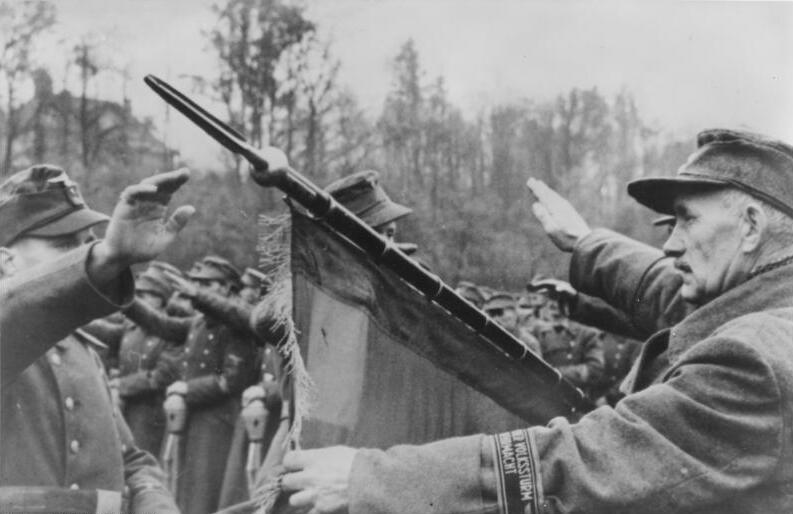
人民冲锋队队员的宣誓仪式

通常人民冲锋队队员仅接受最基本的军事训练，包括毛瑟Kar98k步枪及铁拳反坦克榴彈發射器等基本武器的介绍和训练。由于持久作战导致的武器短缺，武器训练被减少到最小程度。同时由于缺少指导者，武器的训练任务有时由一战老兵完成，许多时候人民冲锋队队员需要在实际战斗中才能熟悉武器的操作方法。
人民冲锋队缺乏统一的装备，任何可用武器均可配发队员，同时人民冲锋队队员被要求自己准备制服和饮食器具。虽然纳粹宣传该民兵队伍士气高昂，但他们不堪的外表却使人们认识到德国的形势每况愈下。武器的配发亦是随机的，虽然有些人能配备Kar98k步枪但许多成员只被配发了较落后的Gew 98步槍甚至是19世纪的Gewehr 71、曼利夏M1888型步槍以及德萊賽M1907半自動手槍，缴获的苏联、比利时、法国、意大利及其他武器也被配备给人民冲锋队员。德国亦针对人民冲锋队制造了成本低廉而使用效果较好的人民冲锋队专用武器，例如MP3008衝鋒槍、VG1-5半自動步槍（人民突击步枪）、VMG27人民机枪。相比20世纪40年代半手工制作的性能可靠的武器，这些廉价武器仅使用机器压制而成。混乱的装备也增大了弹药配给的负担。在战争的最后的几个月，人民冲锋队甚至使用猎枪和从博物馆拿到的火枪和弩。

## 战役

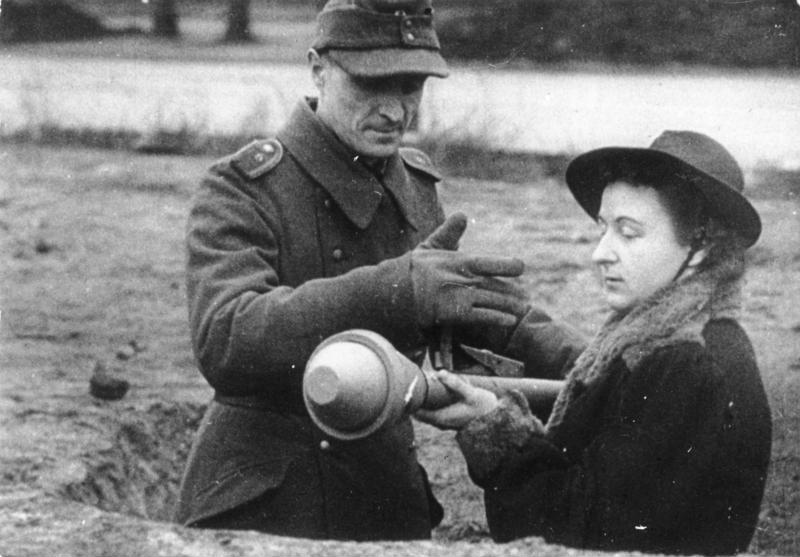
1945年3月人民冲锋队训练妇女使用反坦克榴彈發射器

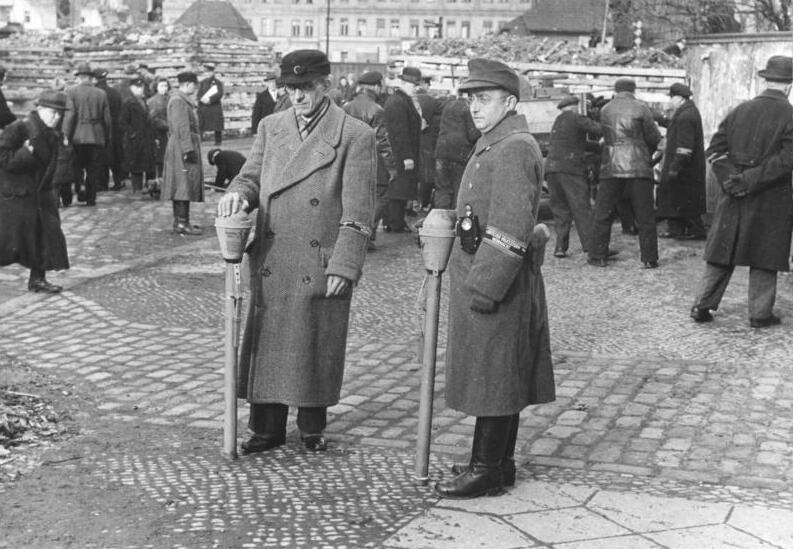
1945年3月人民冲锋队协助修筑柏林的街垒

人民冲锋队队员在训练完成并配发武器后将诵读《希特勒誓词》，之后会被送上战场。由于德国的兵役制度已覆盖若干代人，许多成员均具备基本的军事技能，亦有许多一战老兵参加战斗。人民冲锋队理论上只应在他们所属的地区作战，但实际情况下许多人被直接派往前线。
1945年1月中旬到4月中旬人民冲锋队员被派往弗罗茨瓦夫和波兹南以保卫奧得河防线和波美拉尼亚。苏军在战场上的战争罪行更加强了这些人民冲锋队的战斗意志。卡尔·汉克派遣人民冲锋队在弗罗茨瓦夫围城中与国防军并肩作战直到1945年5月份。虽然戈培尔在宣传中称英军和美军的占领同苏军一样可怕，但西线的人民冲锋队很轻易就放弃了战斗，美国新闻机构总结几个月以来的感受是：“西线的人民冲锋队员根本不能做到他们宣传的那种坚守每个房间的抵抗”。
人民冲锋队最主要参与的战役是柏林战役，40,000名由13歲至18岁年轻人及老年人组成的人民冲锋队被纳粹最高司令部派遣作为守卫柏林的最后一道防线。战斗结束后45,000名国防军士兵被歼灭，军民死亡人数为20,000到40,000人。另一场人民冲锋队参与的重要战役是柯尼斯堡战役。人民冲锋队在战场通常为了达成军事目标需要付出很大伤亡代价，据估计二战中战死的人民突击队员共计175,000人左右。